# 慣性静電閉じ込め核融合
慣性静電閉じ込め核融合 (Inertial Electrostatic Confinement Fusion:IECF) とは、重水素ガス雰囲気でのグロー放電を利用した核融合の一方式。

## 概要
1950年頃にフィロ・ファーンズワースが開発した Fusor が原型の装置で、開発当初はエネルギーを生み出す目的で1970年代前半まで盛んに研究されたが、徐々に困難であることが顕在化したため、研究は一時期下火になったものの、1990年代前半にイリノイ大学において、より簡易な構造で毎秒106個の中性子発生が確認されて以来、中性子源または陽子源として非破壊検査や地雷や爆発物等の検出や医療関連の用途を視野に入れて開発が進められつつある。
中性子発生率は荷電粒子加速電圧および放電電流の増大とともに増加するのでより多くの中性子を生成するためには、高電圧、大電流の放電が必要。
高出力化により、中性子あるいは陽子を用いた放射性同位元素製造への検討されている。
その単純な構造から一部のアマチュアによって製造されている。

## 作動原理
IECF が中性子を発生させる原理は内壁が陽極を兼ねる真空容器の中央部に幾何学的透過率の高い陰極を配置して数十 kV以上の負の高電圧を印加することで荷電粒子を生成して、それらの荷電粒子は電極間の電位差により、装置の中心へ加速して陰極グリッドを通過し、中心部の電位を上昇させ、陰極の反対側へと通り抜け、通り抜けたイオンは減速して再度中央部へと加速される。この加速・減速を繰り返す周回荷電粒子により、周回荷電粒子同士、周回荷電粒子と背景粒子、周回荷電粒子がプラズマ内で中性化した加速中性粒子と背景粒子の衝突が発生する。また、イオンの一部は陰極に衝突し、2次電子を放出させる。この2次電子は陰極中心部の荷電粒子の電位により加速されるが、電子は荷電粒子よりも収束性が良いため中心部にポテンシャル井戸を形成して、そのポテンシャル井戸に荷電粒子が引き込まれることにより、荷電粒子同士の衝突確率が飛躍的に増大し、核融合反応率が向上して、この衝突時に粒子密度や速度などに依存する確率的核融合反応を引き起こすとされる。核融合反応の発生する理由は二重井戸ポテンシャルの効果やトンネル効果などが考えられるが、陰極内部のポテンシャル分布を始め、鍵となる物理が必ずしも解明されておらず、詳しい理由はまだ解明されていない。核融合反応によって発生する粒子は封入されるガスの種類によって変えることが可能で中性子を発生させるためには重水素 (D)、三重水素 (T) ガスが主に用いられ、ガス種を変更すれば発生する粒子の種類を変更することが可能で燃料ガスを重水素 (D) ガスとすると2.5 MeVの中性子源となり、重水素 (D) と三重水素 (T) の混合ガスとすると14.3 MeVの中性子源、重水素 (D) とヘリウム3 (He-3) の混合ガスとすると14.7 MeVの陽子源となる。粒子の持つエネルギーが単色で、発生量や発生時間の調整が自由に出来るという特徴がある。

## 用途
IECF は従来は原子炉や加速器のような大掛かりな装置でなければ出来なかった用途を潜在的に代替できる可能性がある。それにより、導入費用、運転費用を2桁下げる事が可能になり、これまで導入が困難だった用途への普及が見込まれる。

### 中性子捕捉療法
中性子捕捉療法 (BNCT) に適用するためにはビーム状の熱外中性子束として約1013m-2・s-1が必要とされている。D-D核融合反応を利用したIECF装置では約2.4 MeVのエネルギーを持つ高速中性子が生成されるので、これを BNCT に応用するためには適切な中性子減速材等を付加して10 keV以上のエネルギーを持つ高速中性子成分を極力低減して10 keV未満の熱外中性子束を上記の状態で得られるようにして、尚且つガンマ線の混入を極力抑える必要があり、単純にD-D核融合反応が1点で起こり、中性子が等方に発生して減速材中を中性子が無損失で通過して発生点から1 mの距離に医療照射場を設定することができた場合、中性子の発生量は1014m-2・s-1を超える必要がある。

### 放射性同位体製造
重水素 (D) とヘリウム3 (He-3) の混合ガスを使用した場合、14.7 MeVの陽子源として使用できるのでポジトロン断層法で使用される短寿命核種の放射性同位体の製造に使用できる。現在は大掛かりな加速器を使用して放射性同位体を製造しているが、IECF は装置が小型なので比較的小規模な診断施設にも併設する事が可能で実現すれば業務用の冷蔵庫くらいの大きさで放射性同位体の製造が可能になるとされる。

### 半導体製造
従来は大型の原子炉を使用していた大口径で高品位な半導体製造に有効な中性子核変換ドーピングを小型で廉価な IECF で実現する。

### 爆発物検知
中性子を爆発物に照射すると爆発物に含まれる水素や窒素と核反応（中性子捕獲反応）を起こし、元素に特有のエネルギー分布を持つガンマ線が放出されるのでこれを検出する。特に爆薬中に多く含まれる窒素は中性子捕獲反応で10.83 MeVのガンマ線を放出するが、このガンマ線は他の元素によって放出されるものと比べてエネルギーが高いので容易に識別できる。

## 課題
現状の中性子生成は，当初目標とされた荷電粒子同士の衝突によるものではなく、大半はビーム・残留ガスによるもので、陰極への荷電粒子衝突による熱負荷や材料損傷の対策、安定な高電圧大電流放電の実現が望まれる。容器の外部を二層構造にして水冷する事により発生した中性子の遮蔽と反射により特定の方向への中性子の出力密度を向上する事が可能。

## 文献
- Thorson, Timothy Arthur, et al. "Convergence, electrostatic potential, and density measurements in a spherically convergent ion focus." Physics of Plasmas 4.1 (1997): 4-15.
- Ohnishi, Masami, et al. "Multi-potential well formation and neutron production in inertial-electrostatic confinement fusion by numerical simulations." Fusion Engineering, 1995. SOFE'95. Seeking a New Energy Era., 16th IEEE/NPSS Symposium. Vol. 2. IEEE, 1995.
- 大西正視. "慣性静電閉じ込め核融合中性子源." プラズマ・核融合学会誌 73.10 (1997): 1080-1086.
- Yoshikawa, Kiyoshi, et al. "Strongly localized potential profile measurements through stark effects in the central core region of an inertial electrostatic fusion device." Fusion Science and Technology 39.3 (2001): 1193-1201.
- 田端恒博, et al. "慣性静電閉じ込め核融合における中性子生成." 日本原子力学会 年会・大会予稿集 2005 年春の年会. 一般社団法人 日本原子力学会, 2005.
- 梶原泰樹, 増田開, 山垣悠. "2重グリッドを用いた慣性静電閉じ込め核融合における電子エネルギー回収の研究." 日本原子力学会 年会・大会予稿集 2010 年秋の大会. 一般社団法人 日本原子力学会, 2010.
- 石倉康弘, et al. "対向イオン源を用いた慣性静電閉じ込め核融合中性子源." 日本原子力学会 年会・大会予稿集 2011 年春の年会. 一般社団法人 日本原子力学会, 2011.
- NISHIGAKI, Takuma, et al. "慣性静電閉じ込め核融合 (IECF) 装置における中性子発生領域の研究." Journal of Advanced Science 22.3+ 4 (2011): 38-41.
- 野辺啓太, et al. "慣性静電閉じ込め核融合 (IECF) 装置における長時間運転に関する研究." 電気学会研究会資料. PPT, パルスパワー研究会 2013.1 (2013): 23-26.